# Michael Lessky
Michael Lessky (* 16. August 1960 in Wien) ist ein österreichischer Dirigent.

## Leben
Michael Lessky wurde als Sohn von Friedrich Lessky geboren und studierte zunächst Klavier, Orgel und Kirchenmusik am Diözesankonservatorium für Kirchenmusik der Erzdiözese Wien und Jazz-Theorie am Konservatorium der Stadt Wien. Im Jahre 1986 begann er seine Dirigentenausbildung bei Karl Österreicher an der Wiener Musikhochschule, die er im Jahre 1992 abschloss. Zwischen 1991 und 1995 war er Hospitant bei Claudio Abbado an der Wiener Staatsoper und beim Gustav Mahler Jugendorchester.
Sein Debüt mit der Österreichisch-Ungarischen Haydn-Philharmonie und den Solisten Ildikó Raimondi, Hans Peter Blochwitz und Bernd Weikl gab er im Jahre 1995 mit dem Oratorium „Die Schöpfung“ von Joseph Haydn im Wiener Musikverein.
Im Jahre 1983 gründete er die Capella Francescana und 1997 die Junge Philharmonie Wien. In den Jahren 1999 und 2000 war Lessky künstlerischer Leiter der Opernfestspiele St. Margarethen und dirigierte dort Produktionen der Zauberflöte und des Nabucco. Er absolvierte Auftritte und schuf CD-Produktionen mit internationalen Solisten im In- und Ausland, wobei die Schwerpunkte seiner Tätigkeit das Werk Schuberts und die Werke Mahlers und Bruckners sind.

## Repertoire (Auszug)

### Oper
- Mozart: Così fan tutte
- Mozart: Die Zauberflöte
- Schubert: Rosamunde
- Schubert: Lazarus
- Verdi: Nabucco

### Sakralwerke, Chor, Orchester
- Beethoven: Messe in C-Dur op. 86
- Bruckner: Te Deum in C-Dur
- Brahms: Ein deutsches Requiem op. 45
- Britten: Missa brevis D-Dur für Knabenchor und Orgel op. 63
- Charpentier: Messe de Minuit
- Duruflé: Requiem op. 9 für Solisten, Chor, Orchester und Orgel
- Dvořák: Messe D-Dur op. 86 für Soli, gem. Chor und Orgel
- Fauré: Requiem für Sopran, Bariton, Chor und Orchester Op. 48
- Gounod: Cäcilienmesse G-Dur
- Mendelssohn: Ein Sommernachtstraum op. 21
- Mozart: Große Messe in c-Moll KV 427/414a
- Rossini: Petite Messe solennelle
- Saint-Saëns: Oratorio de Noël op. 12
- Schumann: Requiem für Mignon aus Goethes Wilhelm Meister op. 98b für Soli, Chor und Orchester
- Verdi: Messa da Requiem
- Vierne: Messe solennelle cis-Moll für Chor und zwei Orgeln op. 16

### Symphonische Werke
- Bach: Brandenburgische Konzerte Nr. 3 und Nr. 6
- Berg: Lyrische Suite für Streichquartett
- Berlioz: Symphonie fantastique op. 14
- Bernstein: Divertimento
- Liszt: Les Préludes
- Mahler: Das Lied von der Erde
- Prokofjew: Symphonie classique Nr. 1 D-Dur op. 25
- Ravel: Boléro
- Schubert: Rosamunde, großes romantisches Schauspiel mit Chören, Musikbegleitung und Tänzen
- Strauss: Also sprach Zarathustra
- Takács: Der Kahnfahrer im Mond, eine Bühnenmusik
- Tschaikowski: Der Nussknacker
- Wagner: Walkürenritt
- Webern: Langsamer Satz für Streichquartett

### Solokonzerte
- Debussy: Danse sacrée – Danse profane
- Gershwin: Rhapsody in Blue
- Glass: Violinkonzert
- Haydn: Sinfonia concertante
- Hindemith: Trauermusik für Violine und Streicher
- Schnittke: Concerto grosso Nr. 2 für Violine, Cello und Orchester
- Schubert: Rondo für Violine und Streichorchester (Streichquartett) A-Dur D 438
- Willi: Trompetenkonzert

### Zeitgenössische Musik
- Dallinger: Deutsches Requiem für gemischten Chor und Orgel
- Doderer: Für Orchester. Orchesterstudie DWV 19
- Maderna: Cinque danze
- Nono: Y su sangre ya viene cantando (Nr. 2 aus dem Epitaffio für García Lorca) für Flöte und kleines Orchester
- Pärt: Missa Syllabica für vierstimmig gemischten Chor a cappella bzw. mit Orgel
- Pernes: Der Hirt auf dem Felsen, Orchesterfassung der Konzertarie von Franz Schubert